# Duca d'Elchingen

Armoriale di Michel Ney, 1º duca d'Elchingen, 1º principe della Moscova, maresciallo dell'Impero.

Il titolo di duca d'Elchingen e dell'Impero fu conferito da Napoleone Bonaparte al Maresciallo dell'Impero Michel Ney il 6 giugno 1808. Egli ricevette inoltre, il 25 marzo 1813, il titolo di principe della Moscova.

## Storia
Il titolo di duca d'Elchingen è un titolo della vittoria che fa riferimento alla Battaglia di Elchingen vinta il 14 ottobre 1805 a Elchingen, in Baviera, a nord est di Ulma (Germania), dal maresciallo Ney contro i soldati austriaci comandati dal Feldmarschall-Leutnant Johann von Riesch.
Nel 1814, il maresciallo Ney fu nominato pari di Francia. Egli fu privato di tale dignità quando fu condannato a morte nel 1815. Tale titolo fu ripristinato in favore di suo figlio nel 1831.
Il 25 marzo 1813, il maresciallo Ney fu anche insignito del titolo di principe della Moscova, dopo la battaglia di Borodino del 7 settembre 1812 vinta dalla Grande Armata contro l'esercito comandato da Alessandro I nei pressi del villaggio di Borodino e del fiume Moscova.
Il titolo di principe della Moscova passò al figlio primogenito di Ney, Joseph, mentre quello di duca d'Elchingen andò al suo secondo figlio. I due titoli non dovevano essere ricoperti dalla stessa persona fino a che fosse esistito un secondo erede maschio. I due titoli furono riuniti nel 1928 e si estinsero nel 1969.

## Lista cronologica dei Duchi d'Elchingen
1. 1808-1815 : Michel Ney (1769-1815), 1º duca d'Elchingen, 1º principe della Moscova (dal 1813), maresciallo dell'Impero.
2. 1815-1854 : Michel Louis Félix Ney (1804-1854), 2º duca d'Elchingen, secondo figlio del primo duca, titolo confermato nel 1826.
3. 1854-1881 : Michel-Aloys Ney (1835-1881), 3º duca d'Elchingen, figlio unico del secondo duca.
4. 1881-1933 : Charles Aloys Jean Gabriel Ney (1873-1933), 4º duca d'Elchingen, 5º principe di Moskowa (1928), figlio più giovane del terzo duca, dal 1928 quinto principe di Moskowa, riunione dei due titoli.
5. 1933-1969 : Michel Georges Napoléon Ney (1905-1969), 5º duca d'Elchingen, 6º principe di Moskowa, figlio unico del quarto duca.

## Lista cronologica dei Principi della Moscova
1. 1813-1815 : Michel Ney (1769-1815), 1º principe della Moscova, 1º duca d'Elchingen, maresciallo dell'Impero.
2. 1815-1857 : Napoléon Joseph Ney (1803-1857), 2º principe della Moscova, figlio primogenito del primo principe.
3. 1857-1882 : Edgar Napoléon Henry Ney (1812-1882), 3º principe della Moscova, quarto figlio del primo principe.
4. 1882-1928 : Léon Napoléon Louis Michel Ney (1870-1928), 4º principe della Moscova, figlio primogenito del terzo duca d'Elchingen.
5. 1928-1933 : Charles Aloys Jean Gabriel Ney (1873-1933), 5º principe della Moscova, 4º duca d'Elchingen, figlio più giovane del terzo duca d'Elchingen, quarto duca d'Elchingen nel 1881, riunione dei due titoli.
6. 1933-1969 : Michel Georges Napoléon Ney (1905-1969), 6º principe della Moscova, 5º duca d'Elchingen, figlio unico del quarto duca d'Elchingen.